# Charles Bozon

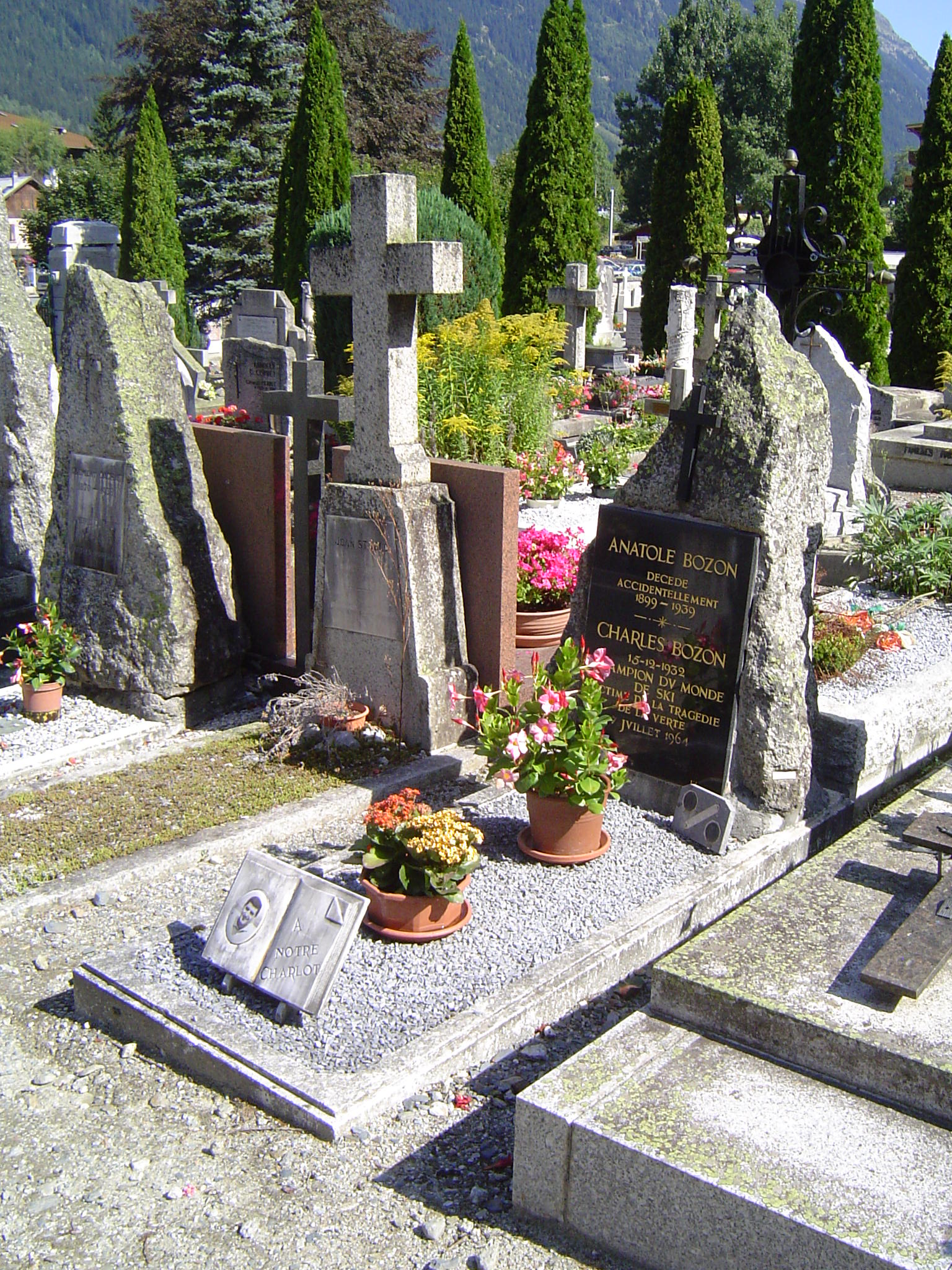
Grab von Charles Bozon in Chamonix

Charles Bozon (* 15. Dezember 1932 in Chamonix; † 7. Juli 1964) war ein französischer Skirennläufer.

## Biografie
Sein größter Erfolg gelang ihm bei den Skiweltmeisterschaften 1962 im heimatlichen Chamonix, wo er am 12. Februar den Titel im Slalom gewann. Sechs Jahre vorher war er am 29. Januar Fünfter im Riesenslalom und letztlich Zweiter in der nur zur Weltmeisterschaft zählenden Kombination bei den Olympischen Spielen 1956 geworden. Vier Jahre später, bei den Olympischen Spielen 1960 in Squaw Valley, gewann er im letzten Herren-Bewerb am 24. Februar die Bronzemedaille im Slalom und holte damit erneut Kombinations-Weltmeisterschaftssilber. Von 1956 bis 1961 wurde er sechsmal französischer Meister – je zweimal in Slalom, Riesenslalom und Abfahrt.
Weitere Rennsiege gelangen Bozon unter anderem im Slalom und in der Kombination (16./17. Februar 1957) und Sieg im Slalom und Rang 3 in der Kombination am 15. Februar 1959 der 3-Tre-Rennen in Madonna di Campiglio. Unglücklich verliefen für ihn die Skiweltmeisterschaften 1958 in Bad Gastein, wo er im Riesenslalom am 5. Februar mit Start-Nr. 13 schwer stürzte, sich eine Verletzung der Wirbelsäule zuzog und mit dem Hubschrauber ins UKH Salzburg geflogen wurde. Bozon kam 1964 bei einem Lawinenunglück am Mont Blanc ums Leben. In seinem Geburtsort Chamonix wurde eine Skipiste (Charles-Bozon-Piste) nach ihm benannt.

### Sonstige wichtige Platzierungen
- Rang 2 im Slalom und in der Kombination beim Kandahar-Rennen in Sestriere am 14. März 1954[6]
- Rang 5 im Slalom und jeweils Rang 3 in der Abfahrt und Kombination (2.–4. März 1956) beim »Großen Preis der Tschechoslowakei« in Tatranska Lomnica[7][8][9]
- Rang 2 im Slalom am 24. März 1956 beim »Tre-Tre-Rennen« im Marmolata-Gebiet[10]
- Rang 2 im Riesenslalom der »Tre-Tre-Rennen« in Madonna di Campiglio am 15. Februar 1957[11]
- Rang 2 in der Abfahrt sowie Rang 3 im Slalom und Rang 2 in der Kombination beim Kandaharrennen (9./10. März 1957) in Chamonix[12][13]
- Rang 2 in der Abfahrt beim »Gornergrat-Derby« in Zermatt am 17. März 1957[14]
- Rang 2 im ersten und Sieg im zweiten Riesenslalom beim »Großen Preis von Madrid« in Navacerrada am 26. und 28. März 1957[15][16]
- Rang 3 im Riesenslalom »Großer Preis von Courchevel-Meribel« am 31. März 1957[17]
- Sieg im Slalom und Rang 3 im Riesenslalom in Adelboden am 5./6. Januar 1958[18]
- Rang 3 im Hahnenkamm-Slalom am 19. Januar 1959[19]
- Rang 3 im Slalom beim unglücklichen Kandahar-Rennen in Garmisch-Partenkirchen am 8. Februar 1959[20]
- Rang 7 in der Abfahrt, Rang 3 im Slalom und in der Kombination am Lauberhorn am 14./15. Januar 1961[21][22]
- Rang 3 in der Abfahrt und im Slalom am 25./26. Februar 1961 bei der Weltmeisterschafts-Generalprobe in Chamonix[23][24]
- Rang 3 beim «Gornergrat»-Slalom in Zermatt am 19. März 1961[25]
- Rang 3 im Riesenslalom beim «Großen Preis von Savoyen» in Méribel am 22. März 1961[26]
- Rang 2 beim Lauberhorn-Slalom am 14. Januar 1962[27]
- Rang 2 im Slalom in Cortina d’Ampezzo am 28. Januar 1962[28]
- Sieg im Slalom am 26. März 1963 bei der «Coppa Grischa» in St. Moritz[29]